# Sân bay quốc tế Ministro Victor Konder
Sân bay quốc tế Ministro Victor Konder (IATA: NVT, ICAO: SBNF) (tiếng Bồ Đào Nha: Aeroporto Internacional Ministro Victor Konder) là một sân bay ở thành phố Navegantes, bang Santa Catarina ở Brasil. Sân bay này cũng có tên Sân bay quốc tế Navegantes (tiếng Bồ Đào Nha: Aeroporto Internacional de Navegantes).

## Các hãng hàng không và các điểm đến
- Gol Transportes Aéreos (São Paulo-Congonhas)
- TAM Airlines (São Paulo-Congonhas)